# Tank Wars
Tank Wars — покрокова відеогра в жанрі «артилерія» для персональних комп'ютерів, що вийшла 1990 року.
Гра стала однією з перших артилерійських ігор для PC і додала до жанру нові елементи, які згодом використали інші розробники ігор. Прикладами таких нововведень є магазин, де можна купувати озброєння та захист в обмін на зароблені очки, а також різні стратегії штучного інтелекту комп'ютерних опонентів.

## Ігровий процес
Гра моделює битву нерухомих танків на двовимірному випадково генерованому ландшафті. Танки розставляють випадково.
Гра починається з екрану вибору гравця, у якому можна призначити якими танками керуватимуть люди, а якими комп'ютер. Тут же вибирається рівень складності штучного інтелекту кожного з танків. При увімкненому режимі командної гри необхідно розподілити танки за командами.
Після розставляння на ландшафті, випадково вибирається танк, який ходитиме першим. Після нього всі танки ходять почергово зліва направо. Мета гри — знищення ворожих танків. Для цього необхідно за допомогою регулювання сили пострілу, кута та напрямку ствола, а також поправки на вітер, розраховувати траєкторію польоту снаряда. Найбільша сила залпу залежить від кількості людей у танку.
Бій триває, допоки в грі залишиться один танк (або команда), або буде знищено всі танки. Після закінчення бою гравці можуть витратити зароблені очки на купівлю нового озброєння або захисту.

## Розробка
Tank Wars була розробив програміст Кеннетом Морзе. Першу версію гри випущено 28 жовтня 1990 року. Спочатку гра мала назву Bomb, але Мозре дізнався, що гра з такою назвою вже існує і в документації до версії 1.2 повідомив про причину перейменування гри та попросив повідомити його, якщо нова назва Tank Wars теж кимось зайнята.
Останньою версією Tank Wars стала версія 3.2, що побачила світ 4 липня 1992 року.

## Вплив
У ретроспективному огляді Тимур Хорев із журналу «Ігроманія» відзначив вплив гри на жанр артилерійських ігор. На його думку, попри існування старіших схожих ігор, саме появу Tank Wars слід вважати «точкою відліку існування жанру». Він також згадав, що роком пізніше вийшла популярніша гра Scorched Earth, яка продовжила і розвинула ідеї Tank Wars.